# Selvmedicinering
Selvmedicinering er når man bruger et lægemiddel uden at konsultere en læge.
Det er almindeligt med selvmedicinering med håndkøbsmedicin ved banale lidelser som forkølelse, hovedpine eller småskader.
Det er vigtigt at søge læge hvis:
- Symptomerne varer ved over en uge, eller hvis de forværres.
- Der er stærke smerter eller symptomer der virker alvorlige.
- Der indtræder psykologiske problemer (angst, depression).

På hospitalsafdelinger er det ikke selvmedicinering hvis patienten selv administrerer indtagelsen af medicin, men derimod selvadministrering.
Det er mere risikabelt når det drejer sig om receptpligtig medicin indkøbt over internettet.
| Lægevidenskab | Spire Denne artikel om lægevidenskab er en spire som bør udbygges. Du er velkommen til at hjælpe Wikipedia ved at udvide den. |